# Amadour du Quercy
Pour les articles homonymes, voir Amadour et Amateur (homonymie).
Saint Amadour ou Saint Amateur (Amador en occitan) est un ermite et un personnage religieux qui est à l'origine du sanctuaire de Rocamadour.

## Étymologie
En latin, Amadour se rattache à amator « qui a de l’amour en lui », de même, en provençale amadou signifie « amoureux ». En occitan, le sens est voisin avec l’adjectif aimador (qui aime, qui est aimant). Un rapprochement est aussi possible avec les mots âme : anma, et dorée : daurat : anma daurat.

## Hagiographie
Selon l'histoire répandue par les bénédictins, Amadour est un ermite qui vécut dans le Quercy et qui se fixa à l'emplacement de l'actuel sanctuaire de Rocamadour, probablement dans une grotte en créant un petit oratoire sur un rocher consacré à la Vierge Marie. La population alentour vint y prier tout en considérant les vertus ascétiques d'Amadour. À sa mort, il fut déposé en terre à l'entrée de l'oratoire.
 Puis bien plus tard, quand une autre sépulture a été creusée en 1166 pour y enterrer un riche habitant du quartier (qui voulait être enterré sous la Statue de la Sainte Vierge en contrepartie d'un don très conséquent), on y découvrit le corps incorruptible du Saint qu'on déposa dans la chapelle qui avait été construite sur le site. Sa dépouille étant faisant preuve d'incorruptibilité (signe d'une grande Sainteté), occasionna un grand nombre de miracles et de plus en plus de pèlerins affluèrent.
Son corps demeura exposé pendant près de 400 ans jusqu'à sa destruction le 3 septembre 1562 par les huguenots, en campagne dans la région sous la conduite de Symphorien de Durfort, baron de Duras, accompagné du seigneur de Marchastel, fils du baron de Peyre, et du sieur Du Bordet, lieutenant de La Rochefoucauld.
Marchastel et le capitaine Jean Bessonias (ou Bessonie) sont chargés de piller le Haut-Quercy pour réunir de quoi solder les troupes. Ce dernier met à sac le sanctuaire de Rocamadour, et le corps de saint Amadour est profané. La dépouille ne brûlant pas, elle est dépecée à coups de hallebarde, et Bessonie en brisa les membres avec un marteau de maréchal,. Plus tard, les reliques sauvées de la destruction eurent encore à souffrir des vicissitudes politiques lors de la Révolution française.

## Traditions

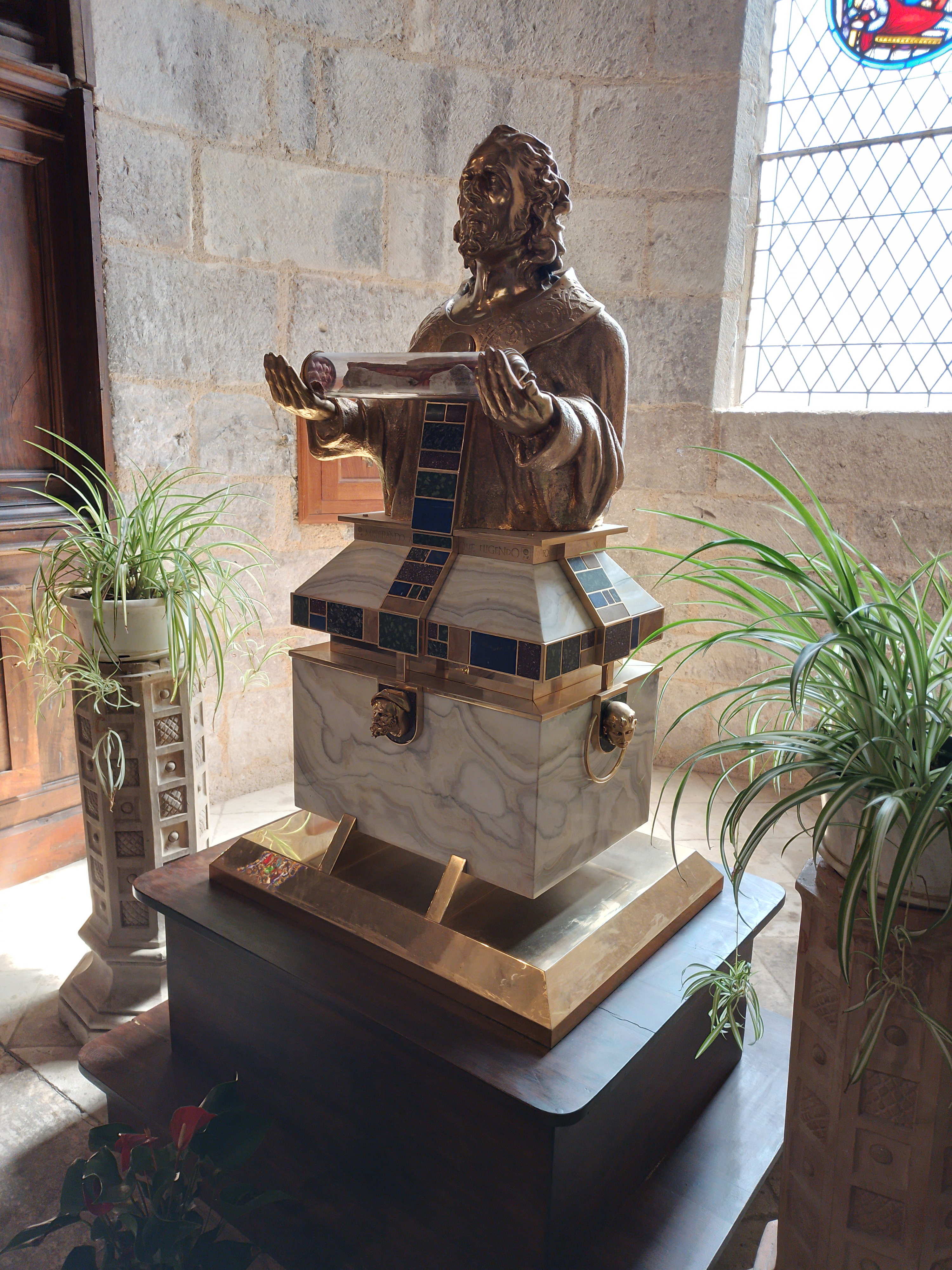
Actuel reliquaire de saint Amadour (datant de 2016), réalisé par le sculpteur David Pons, et situé dans l'abside droite de la basilique Saint-Sauveur.

Une tradition ancienne assimile Amadour au Zachée de l'Évangile qui serait devenu l'époux de sainte Véronique, d’abord guérie par Jésus de ses pertes de sang et qui lui donna un linge blanc (le voile) pour essuyer la sueur et le sang de son visage alors qu'il portait son patibulum dans les rues de Jérusalem.
 Une tradition qui n'est pas racontée dans les évangiles, mais dans des textes chrétiens ultérieurs : Véronique serait venue le rejoindre en Gaule, peut-être après qu'il eut été contraint à l'exil. Elle y serait morte elle-aussi, mais à Soulac-sur-Mer dans le Bordelais, où une église - aujourd'hui ensevelie par les dunes - a été construite en son honneur par saint Martial de Limoges au IIIe siècle.
 Des traditions antiques attribuées à Matthieu disent qu'Amadour - ou Zacchée - était publicain, c'est-à-dire percepteur d'impôts, tout comme Matthieu. Zacchée est une forme dérivée de l'araméen Zakkaï, qui veut dire pur, vif et intègre à l’image du « Juste ». Le « juste » est un cognomen que portent beaucoup de membres du mouvement créé par Jésus et qui est même donné à Jésus lui-même dans le discours qu'a prononcé Étienne, le premier martyr exécuté en présence de saint Paul et avec son approbation, avant que celui-ci ne rencontre Jésus, toujours vivant après sa Crucifixion, alors qu'il allait atteindre la ville de Damas.
Le rapprochement d'Amadour avec le 5e évêque d'Auxerre Amator est inapproprié.
- Fête le 20 août.